# Muffinbuccinum
Muffinbuccinum is een geslacht van weekdieren uit de klasse van de Gastropoda (slakken).

## Soort
- Muffinbuccinum catherinae Harasewych & Kantor, 2004